# 麻績消防署
麻績消防署（おみしょうぼうしょ）とは長野県東筑摩郡麻績村にある松本広域消防局が管轄する消防署である。

## 沿革
- 1992年（平成4年）7月 - 麻績消防署新築起工式
- 1993年（平成5年）4月 - 松本広域消防局発足

## 所在地
- 東筑摩郡麻績村麻10389-3

## 職員数
- 22人

## 消防車両
- 水槽付消防ポンプ自動車兼用救助工作車
- 消防ポンプ自動車
- 高規格救急車（2台）
- 指揮広報車
- オフロードバイク
- 二輪車

## 管轄地域
麻績村　筑北村